# Mulher 87
Mulher 87 foi um programa diário brasileiro exibido na TV Manchete. A atração foi lançada em 27 de abril de 1987 e extinta em 13 de abril de 1990.
Criado e dirigido pela produtora de Nilton Travesso, o programa surgiu como alternativa ao TV Mulher, da TV Globo, então extinto. A apresentação ficava a cargo de Celene Araújo, que após uma década na emissora Globo, decidiu vir com a equipe de Travesso. Mais tarde, com a saída desta para o telejornalismo da Manchete, Astrid Fontenelle –  que vinha da TV Mix, na TV Gazeta – assume o comando. Pouco depois, convidada a fazer parte do time da MTV Brasil, Astrid deixa a vaga, que é assumida por Xênia Bier, que o apresenta até a extinção da atração, em 1990.
O Mulher 87 possuía praticamente os mesmos quadros do TV Mulher: “O Direito da Mulher”, com Zulaiê Cobra Ribeiro, “Pediatria e Sexologia”, apresentado por Marta Suplicy, e Xênia Bier com entrevistas e debates sobre saúde.
O logotipo do programa mudava de data conforme a mudança de ano (Mulher 88, Mulher 89 e Mulher 90). O programa acabou em 1990 após Xênia Bier ser demitida da emissora após abandonar o programa e aderir a uma greve.